# Jonesburg
Jonesburg is een plaats (city) in de Amerikaanse staat Missouri, en valt bestuurlijk gezien onder Montgomery County.

## Demografie
Bij de volkstelling in 2000 werd het aantal inwoners vastgesteld op 695.
In 2006 is het aantal inwoners door het United States Census Bureau geschat op 722, een stijging van 27 (3,9%).

## Geografie
Volgens het United States Census Bureau beslaat de plaats een oppervlakte van
3,3 km², geheel bestaande uit land. Jonesburg ligt op ongeveer 275 m boven zeeniveau.

## Plaatsen in de nabije omgeving
De onderstaande figuur toont nabijgelegen plaatsen in een straal van 20 km rond Jonesburg.